# Stafford LeRoy Irwin

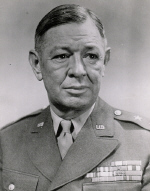
Stafford LeRoy Irwin, 1946

Stafford LeRoy Irwin (* 23. März 1893 in Fort Monroe, Virginia; † 23. November 1955, Asheville, North Carolina) war ein Offizier der U.S. Army. Er war Kommandeur des XII Corps im Zweiten Weltkrieg in Frankreich, und Oberbefehlshaber der United States Forces in Austria im besetzten Österreich. Er stand zuletzt im Rang eines Generalleutnants.

## Lebenslauf
Stafford LeRoy Irwin stammt aus einer alten amerikanischen Offiziersfamilie. Er war der Sohn des Generalmajors der Artillerie George LeRoy Irwin, Offizier des Ersten Weltkriegs, sein Großvater war Brigadegeneral des United States Army Medical Corps Bernard John Dowling Irwin, der schon in den Apache Wars gedient hatte.
Irwin wurde in Fort Monroe, Virginia, geboren, wo sein Vater zu der Zeit stationiert war. Er absolvierte die United States Military Academy West Point, Abschlussjahr 1915, ein um seiner Abgänger wegen berühmter Jahrgang, der “the class the stars fell on” (deutsch: „der Jahrgang, auf den die Sterne fielen“) genannt wird.

### Zeit des Ersten Weltkriegs und Zwischenkriegszeit
12. Juni 1915 trat er seinen Dienst als 2nd Lieutenant in der Kavallerie unter General Pershing an, und nahm an der Pancho Villa Expedition, der Strafexpedition gegen den mexikanischen Revolutionär Pancho Villa teil. 1916 im 11th Cavalry Regiment wurde er im folgenden Jahr an die Field Artillery School Fort Sill geschickt, und wurde Ausbilder der Artillerie. 1919/20 war er Hochschullehrer der Militärwissenschaften und Taktik an der Yale University. 1920 bis 1924 war er Ausbilder der Oklahoma National Guard, absolvierte selbst die Field Artillery School (1926), die Command and General Staff School (1926–1927), und unterrichtete im Folgenden 1929 bis 1933 wieder an der Field Artillery School. 1933 bis 1936 diente er bei den Organized Reserves, und 1937 absolvierte er das Army War College.

### Zweiter Weltkrieg
Stafford Irwin trat als Kommandeur der Artillerie der 9th Infantry Division in den Krieg ein. Diese Einheit wurde bei der Operation Torch, dem Gegenangriff gegen Rommels Afrikafeldzug, in Nordafrika eingesetzt. Nach der Schlacht am Kasserinpass wurde er Kommandierender General der 5th Infantry Division, die zu General Pattons Abteilung gehörte und den ganzen Frankreichfeldzug absolvierte. Diese Einheit wurde als die Roten Teufel bekannt (sie wird auch im Amerikanischen so genannt), im Verlauf der Kampagne wurde er April 1945 Kommandant des gesamten XII Corps. Die 5. Infanterie, im Folgenden auch „Pattons Speerspitze“ (Patton's “spearhead” division) genannt, landete unter Irwin an Utah Beach (Normandie), der Verband des II Corps wurde in Le Mans zusammengestellt, von wo aus er über Mosel und Ardennen vorstieß, Nürnberg nahm, in die Tschechoslowakei nach Prag vordrang, und mit Kriegsende bei Amstetten auf die Rote Armee traf.

### Nachkriegszeit und Besatzungszeit in Österreich
Nach Kriegsende kehrte er in die Staaten zurück und wurde mit dem Kommando über das V Corps und Fort Bragg betraut (16. November 1946 bis 31. Oktober 1948). Dann wechselte er als Director of Intelligence an das Department of the Army, Washington, DC und wurde ebenda März 1950 Assistant Chief of Staff der Army Intelligence.
Im August 1950 wurde er nach Österreich beordert und wurde Nachfolger von Geoffrey Keyes als Oberbefehlshaber der United States Forces in Austria. Auf diesem Posten diente er bis 1952. Im Unterschied zu seinem Vorgänger, der selbst noch Amerikanischer Hochkommissar gewesen war, wurde dieses Amt des obersten Vertreters in der Alliierten Kommission für Österreich mit 1950 auf den US-Botschafter Walter J. Donnelly übertragen, und Irwin hatte keine politische, sondern eine militäradministrative Funktion.

### Weiterer Lebenslauf und Persönliches
1952 beendete er seinen Dienst aus medizinischen Gründen, und verstarb 1955, im Alter von 62 Jahren, in Asheville, North Carolina
Stafford LeRoy Irwin heiratete 1921 Helen Hall. Sie hatten einen Sohn, Francis LeRoy. Seine Frau verstarb 1937, und Irwin heiratete 1941 Clare Moran, und hatte aus dieser Ehe einen zweiten Sohn.

## Auszeichnungen
Auswahl der Dekorationen, sortiert in Anlehnung der Order of Precedence of Military Awards:
- Army Distinguished Service Medal
- Silver Star
- Legion of Merit (2 x)
- Bronze Star (2 x)